# Böglunga sögur
Böglunga sögur (nórdico antiguo) o las Sagas Bagler son sagas reales relacionadas con la historia de Noruega desde 1202 hasta 1217 y son las fuentes históricas principales de ese periodo de guerras civiles noruegas. Hay dos versiones, una corta que cubre el periodo 1202-1210 y una más larga que cubre el periodo 1202-1217. La autoría de ambas obras es anónima, fue probablemente compuesta en Noruega por un islandés, y escrita al mismo tiempo que ocurrieron los hechos. Ambas disponibles en ediciones impresas modernas como una sola saga nórdica.

## Descripción
Las sagas se remiten a los reinos de los reyes birkebeiner: Haakon III de Noruega, Guttorm I de Noruega e Inge II de Noruega; y los pretendientes bagler: Erling Steinvegg y Felipe Simonsson. 
Las sagas se inician donde la saga de Sverre finaliza, con la muerte de Sverre I de Noruega en 1202. La versión más antigua, la más corta, finaliza con la boda de Felipe Simonsson en 1209. La segunda versión, más larga, continúa hasta la muerte del rey Inge en 1217. La segunda versión es neutral en su relación de acontecimientos, sin un favoritismo claro hacia los birkebeiner o los bagler; probablemente fue escrita no mucho más tarde del fin de los acontecimientos, en 1209. La versión más moderna fue probablemente escrita por alguien que quiso expandir la primera versión con más material sobre los birkebeiner, y continuar la historia cubriendo el reinado de Inge. Fue escrito no mucho más tarde de la década de 1220. El autor de la segunda parte es claramente partidario de los birkebeiner, y muestra simpatía hacia el monarca Inge, también en su disputa con su hermano, el jarl Haakon el Loco.